# Takuya Suzumura
Takuya Suzumura (jap. 鈴村 拓也 Suzumura Takuya; ur. 13 września 1978) – japoński piłkarz występujący na pozycji pomocnika.

## Kariera klubowa
Od 1997 do 1998 roku występował w klubie Vissel Kobe.